# Яковлєв Василь Васильович (Герой Радянського Союзу)
Яковлєв Василь Васильович (рос. Яковлев, Василий Васильевич 13 серпня 1925 — 30 липня 1960) — єфрейтор Робітничо-Селянської Червоної Армії, учасник Великої Вітчизняної війни. Герой Радянського Союзу (1945).

## Біографія
Яковлєв Василь Васильович Народився 13 серпня 1925 року в селі Сермакса (нині — Туригіно, Лодейнопольського району, Ленінградської області) в сім'ї службовців. Закінчив 9 класів середньої школи. З 1941 року жив у Молотовській області (нині Пермський край), працював у колгоспі Південно-Осокинського району (нині Пермський район)..
У грудні 1941 року (за іншими даними — в грудні або жовтні 1942 року) призваний в робітничо-селянську Червону Армію Південно-Осокинським райвійськкоматом Молотовської області.
На фронтах Великої Вітчизняної війни з серпня 1943 року, воював на Північно-Кавказькому фронті, Кримському півострові і 1-му Білоруському фронті. До осені 1944 року єфрейтор Яковлєв — автоматник 696-го стрілецького полку 383-ї Стрілецької Дивізії. Був поранений, 1 листопада 1944 року За мужність, проявлену в боях на території України, нагороджений медаллю «За відвагу».
Проявив себе в бою при форсуванні Одера в районі німецького міста Фюрстенберг 5 лютого 1945 року. За сигналом Яковлєв першим кинувся по льоду через річку і під сильним вогнем противника, провалюючись під лід, першим досяг західного берега річки. Увірвавшись в розташування німецьких сил, гранатами він знищив розрахунок кулемета противника і тим самим дав можливість успішно переправитися іншим бійцям. Закріпившись на плацдармі і розширюючи його, зумів відбити 3 контратаки, знищивши при цьому до 10 солдатів противника. Потрапивши в оточення, гранатами і вогнем автомата знищив до 10 гітлерівців. Своїми діями Яковлєв забезпечив поставленої командуванням бойового завдання.
Указом Президії Верховної Ради СРСР від 24 березня 1945 року «за зразкове виконання бойових завдань командування на фронті боротьби з німецькими загарбниками і проявлені при цьому відвагу і геройство» єфрейтору Яковлєву було присвоєно звання Героя Радянського Союзу.
31 березня 1945 Яковлєв був важко поранений в голову, після чого на фронт більше не повернувся. У 1948 році звільнений у запас.
Після повернення додому вступив до Лодейнопольський механічний технікум залізничного транспорту Кіровської залізниці (нині — Петрозаводський коледж залізничного транспорту Петербурзького державного університету шляхів сполучення), в 1953 році закінчив його з відзнакою; в цьому ж році вступив в КПРС. Працював механіком у локомотивному депо станції Волховбуд Жовтневої залізниці, потім перейшов у зварювальний цех. Останнім часом працював інженером з підготовки кадрів.
Жив у місті Волхов. Помер 30 липня 1960 року. Похований на Новооктябрському кладовищі Волхова.

## Нагороди
- Герой Радянського Союзу (Указ Президії Верховної Ради СРСР від 24 березня 1945 року, орден Леніна і медаль «Золота Зірка»)[1]
- медаль «За відвагу» (1 листопада 1944 року)
- інші нагороди

## Пам'ять
- На колишній будівлі технікуму, в якому навчався Яковлєв, В пам'ять про нього встановлена меморіальна дошка.[1]
- 7 травня 2010 року на могилі Яковлєва на Новооктябрському кладовищі Волхова був встановлений новий надгробний пам'ятник.[1]